# 무교장
무교장(無僑莊)은 1945년 11월부터 1950년 6월까지 서울특별시 마포구 무교동에 한국의 독립운동가 겸 부통령 성재 이시영 일가가 살던 저택이었다.
1945년 11월 임시정부 환국 제1진으로 귀국했을 때 경상북도 출신 양반 지주들이 이시영의 저택을 마련하기 위해서 주선, 제공된 집이다. 이시영은 조선호텔로 가지 않고 무교장에 입주하여 거처하였다.
1948년 이시영이 부통령 관저로 입주한 뒤 가족들은 데려가지 않고 수행원과 비서 몇 인을 데리고 갔으므로, 그의 둘째 아들과 며느리가 무교장을 지켰다. 1950년 6.25 전쟁이 터지자 이시영 일가는 6월 말 대전을 거쳐서 부산으로 피난갔다. 조선인민군은 남조선 괴수의 집이라는 이유로 무교장을 박격포로 파괴해버렸다.

## 같이 보기
- 이화장
- 경교장
- 안동장
- 전동장
- 낙산장
- 삼청장
- 이시영
- 제1공화국
- 이회영
- 이종찬
- 이승만
- 장급 저택